# قصير المنسم
قصير المَنْسِم (الاسم العلمي: Brachypelma)، جنس عناكب من فصيلة الرتيلاء. قد يصل طول أجسامهم إلى 6 سم (2+1⁄4 بوصة) وأرجل ذات أطوال مماثلة أو أكبر. بعض الأنواع لها أرجل ذات ألوان زاهية، مع علامات وحلقات حمراء أو برتقالية.
لقد كان تصنيف الجنس وأنواعه موضع جدل كبير. في عام 2020، قُسم الجنس، حيث نُقلت مجموعة من الأنواع (الرتيلاء "الردف الأحمر") إلى جنس جديد، Tliltocatl. كما هو محدد الآن، فإن جنس قصير المنسم موجود فقط في المكسيك. تحظى العديد من الأنواع من كلا الجنسين بشعبية لدى مربي الرتيلاء كونها حيوانات أليفة. الإناث على وجه الخصوص تعيش لفترة طويلة. جميع الأنواع محمية، وتُنظم التجارة بموجب اتفاقية سايتس. وعلى الرغم من تربيتها في الأسر، إلا أنه لا يزال تُصدر بأعداد كبيرة. يعتبر أعضاء الجنس قصير المنسم المتضائلة (مجموعة "الساق الحمراء") في أمس الحاجة إلى مزيد من جهود الحفظ.